# Mittelgebirgslandschaft bei Johanngeorgenstadt
Die Mittelgebirgslandschaft bei Johanngeorgenstadt ist ein Natura-2000-Gebiet im Westen des Erzgebirgskreises.

## Beschreibung
Das 467 Hektar große Mittelgebirgs-Landschaftsgebiet bei Johanngeorgenstadt besteht aus verschiedenen Wald- und Offenlandbereichen. Diese Mittelgebirgslandschaft hat typische Lebensräume, sind mit unter sehr wertvoll, teilweise sehr artenreiche Bergwiesen, Borstgrasrasen und Heidebereiche, die Moore haben verschiedener Ausprägung, Still- und Fließgewässer und haben natürlich verschiedene Waldgesellschaften wie Fichten-Buchenwäldern, montanen Fichtenwäldern sowie Fichten- und Kiefernmoorwäldern. Das Gebiet besteht aus sechs Teilgebieten: Friedrichsheider Hochmoor – Riesenberger Häuser, Hinterer Märzenberg – Rote Grube, Oberlauf des Schwefelbachs, Steinbach – Sauschwemme, Teufelssteine – Himmelfahrt, Wiesenhang am Külliggutweg.